# 竜ヶ岩洞

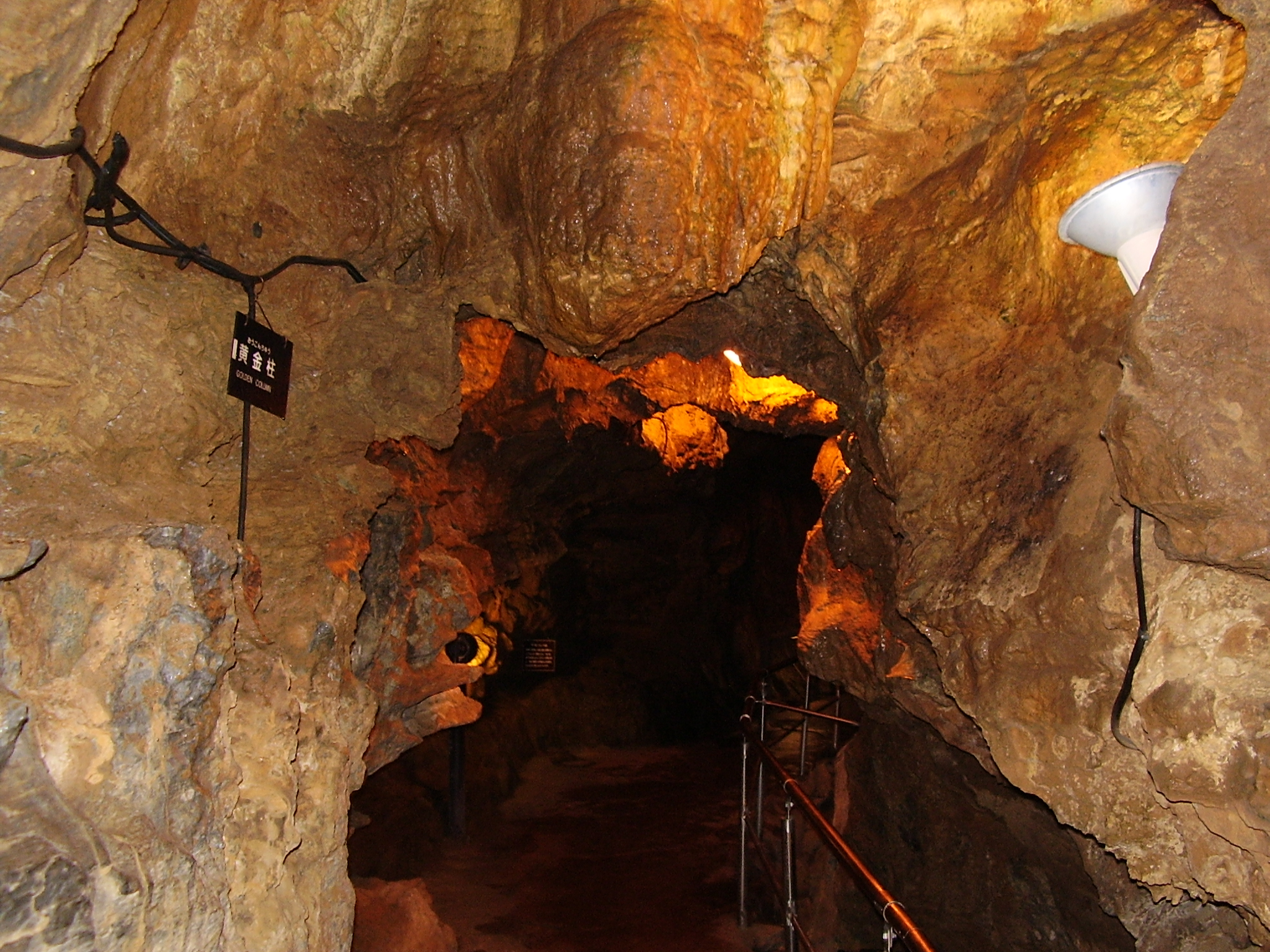
竜ヶ岩洞内

竜ヶ岩洞（りゅうがしどう）は、静岡県浜松市浜名区引佐町田畑にある鍾乳洞。1981年に地主の戸田貞雄氏の許可を得た洞窟愛好家2名が発見、1983年から一般公開を開始している。

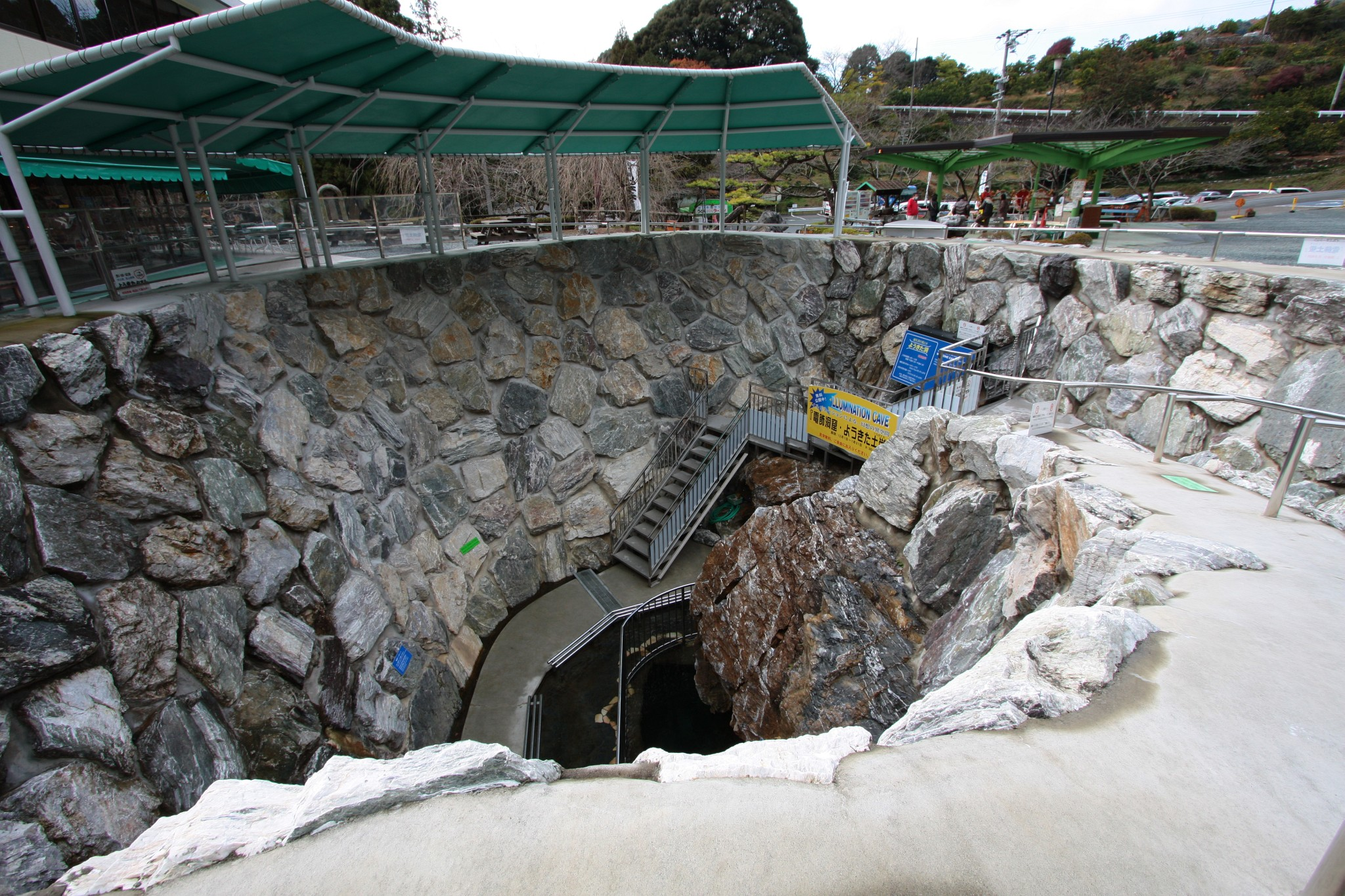
竜ヶ岩洞入口

## 概要
赤石山脈の支脈に位置する標高359.1mの竜ヶ石山にあり、洞窟を形成する石灰岩は2億5千万年前に生成された秩父古生層と呼ばれる地層で形成されている。総延長1046mのうち、400mが一般公開されている。

## 交通アクセス
- 新東名高速道路浜松いなさインターチェンジより車で約10分
- 浜松駅バスターミナル15番のりばより遠鉄バス45番系統 「奥山」行き乗車、約60分「竜ヶ岩洞入口」バス停下車、徒歩約5分
- 天竜浜名湖鉄道金指駅「金指」バス停より遠鉄バス45番系統 「奥山」行き乗車、約10分「竜ヶ岩洞入口」バス停下車、徒歩約5分

## 歴代所長
- 初代 戸田貞雄（創立者） ≪昭和58(1983)年8月8日～昭和61(1986)年９月逝去≫
- 第2代 戸田昭朗（貞雄長男） ≪昭和61(1986)年９月～平成15(2003)年３月16日逝去≫
- 第3代 戸田達也（昭朗長男） ≪平成15(2003)年３月16日～現在に至る≫

## 書籍
- COMIC『竜ヶ岩洞物語』(作/小室勉　画/山本まさはる　出版社: 小室企画室/1986(昭和61)年 ７月20日第１刷発行1 定価500円）
- COMIC『竜ヶ岩洞物語』(作/小室勉　画/山本まさはる　出版社: 小室企画室/2013(平成25)年 ７月20日増補改訂第１刷発行1 定価500円）